# Johann Jakob Zuberbühler (Politiker, 1719)
Johann Jakob Zuberbühler (* 8. Januar 1719 in Herisau; † 27. Juni 1781 ebenda; heimatberechtigt ebenda) war ein Schweizer Arzt, Gemeindehauptmann, Landesfähnrich, Landeshauptmann und Landesstatthalter aus dem Kanton Appenzell Ausserrhoden.

## Leben
Johann Jakob Zuberbühler war ein Sohn von Johann Jakob Zuberbühler und ein Vetter von Johann Jakob Zuberbühler, mit dem Zuberbühler seit der gemeinsamen Studienzeit eine innige Freundschaft verband, und von Johann Laurenz Zuberbühler. Im Jahr 1756 heiratete er Anna Dorothea Zwingger, Tochter von Jakob Christoph Zwingger, Arzt und Ratsherr von Bischofszell.
Von 1734 bis 1739 machte er Vorstudien in St. Gallen. Ab 1739 bis 1745 studierte er Medizin in Halle und erwarb dort 1745 den Doktor der Medizin mit der Arbeit De noctibus agrypnis: Von schlaflosen Nächten. Nach Aufenthalten in Frankreich und Leipzig übernahm er 1755 die väterliche Praxis in Herisau.
Von 1756 bis 1771 war er Gemeinderat und von 1771 bis 1772 Gemeindehauptmann in Herisau. Ab 1772 bis 1774 amtierte er als Landesfähnrich, ab 1774 bis 1776 als Landeshauptmann und von 1776 bis 1781 als Landesstatthalter.